# Arpafeelie
Arpafeelie (Schots-Gaelisch: Arpa Phìlidh) is een dorp in de buurt van Inverness en North Kessock in de Schotse Hooglanden.